# Эврилеонида
Эврилеони́да (Εὐρυλεωνίς) — спартанка, вторая в истории женщина — победитель Олимпийских игр, упряжка которой выиграла гонки колесниц-двоек в 368 году до н. э. Её предшественница победила за 24 года до этого; ею была спартанская принцесса Киниска, первая победительница Олимпийских игр, чья конная четверка побеждала дважды — в 396 и 392 до н. э..
Согласно древнегреческому географу Павсанию, в Спарте была воздвигнута бронзовая статуя Эврилеониды.
В античных Олимпийских играх победителями признавались владельцы упряжек, а не возничие; таким образом, Эврилеонида не участвовала в соревнованиях лично и не могла этого делать, поскольку женщины не допускались на состязания даже в качестве зрителей. Этот вид соревнований был единственным, в котором могли участвовать и побеждать и женщины, поскольку они могли владеть упряжками и разводить коней.